# Дубки (зупинний пункт)
Дубки́ — пасажирський зупинний пункт Жмеринської дирекції Південно-Західної залізниці на електрифікованій лінії Жмеринка — Гречани між зупинним пунктом Лопатиниці (2 км) та станцією Сербинівці (3 км). Розташований у Жмеринському районі Вінницької області.

## Історія
Зупинний пункт відкритий у 1974 році.

## Пасажирське сполучення
На платформі Дубки зупиняються 
приміські електропоїзди сполученням Жмеринка — Гречани.